# Comportament de ramat
Es denomina comportament de ramat a aquell comportament que es comença a seguir perquè altres, una majoria, ha començat a seguir. Quan algú segueix aquest comportament es deixen de banda els interessos de l'individu i la persona es suma a allò més comú o més popular entre els altres.
Quan algú té aquest comportament pot ser per falta de seguretat o de personalitat, ja que sovint es fa amb la intenció de poder encaixar.